# Нападение 50-футовой женщины
«Нападение гигантской женщины» (англ. Attack Of The 50-ft. Woman; другое название — «Атака 50-футовой женщины») — американский фантастический кинофильм.

## Сюжет
Главная героиня фильма — Нэнси, добрая и богатая женщина. Её муж ей изменяет, она хочет ему как-то отомстить.
Во время путешествия в пустыне Нэнси встречает гигантскую летающую тарелку, которая направляет на Нэнси особый луч. Нэнси рассказывает о случившемся событии, но ей не верят, а её муж хочет, чтобы Нэнси признали сумасшедшей — он надеется на получение её богатства в свои руки.
А луч с летающей тарелки оказывает неожиданное воздействие на женщину — Нэнси начинает расти и в итоге становится великаншей. Теперь-то она сможет справиться со своим неверным мужем.

## Актерский состав
- Эллисон Хэйес — Нэнси Фаулер Арчер
- Уильям Хадсон — Гарри Арчер
- Иветт Викерс — Ханни Паркер
- Рой Гордон — доктор Исаак Кушинг
- Джордж Дуглас — шериф Даббит
- Кен Террелл — Джесс Стаут
- Отто Валдис — доктор Генрих фон Лоб
- Эйлин Стивенс — медсестра
- Майкл Росс — бармен Тони / Космический Гигант
- Фрэнк Чейз — заместитель Чарли

## В популярной культуре
- В фильме 2009 года «Монстры против пришельцев» персонаж Сюзан Мёрфи (Гигантика) вдохновлен именно этим фильмом. Гигантика также имеет рост 50 футов после столкновения с метеоритом.
- Клип Ланы Дель Рей для ее кавера на песню «Doin' Time» группы Sublime является отсылкой к фильму.
- Афиша этого фильма присутствует в фильме Враг (2013) режиссера Дени Вильнёва, героем которого является неверный муж.
- В «Финес и Ферб» есть серия под названием  «Нападение пятидесятифутовой сестры», где Кэндис становится гигантом.